# Schizobopyrina urocaridis
Schizobopyrina urocaridis is een pissebed uit de familie Bopyridae. De wetenschappelijke naam van de soort is voor het eerst geldig gepubliceerd in 1904 door Richardson.